# Св. св. Константин и Елена (Лимни)
„Св. св. Константин и Елена“ (на гръцки: Αγίων Κωνσταντίνου και Ελένης) е православна църква в село Лимни (Ланджа), Егейска Македония, Гърция. Част е от Сярската и Нигритска епархия на Вселенската патриаршия. Църквата е енорийски храм на селото.
Строежът на църквата започва в 1952 година. Осветена е на 19 май 1985 година. В архитектурно отношение е кръстокуполна базилика.